# Chełmek
Chełmek è un comune urbano-rurale polacco del distretto di Oświęcim, nel voivodato della Piccola Polonia.
Ricopre una superficie di 27,24 km² e nel 2004 contava 12 877 abitanti.
È situata nel voivodato della Piccola Polonia dal 1999, mentre precedentemente apparteneva al voivodato di Bielsko-Biała (1975-1998). Ha 13 000 abitanti, ed era conosciuta per la fabbrica di scarpe Chelmek.

## Storia
Chełmek è stata la sede di uno dei 45 sottocampi del campo di concentramento di Auschwitz.